# Sākib
Sākib är en ort i Jordanien.   Den ligger i guvernementet Jerash, i den norra delen av landet, 40 km norr om huvudstaden Amman. Sākib ligger 1 200 meter över havet och antalet invånare är 11 586.
Terrängen runt Sākib är kuperad. Runt Sākib är det tätbefolkat, med 369 invånare per kvadratkilometer. Närmaste större samhälle är Jerash, 10 km öster om Sākib. Trakten runt Sākib består till största delen av jordbruksmark.